# Eric Eastwood
Eric Eastwood (nacido el 12 de marzo de 1910 y muerto el 6 de octubre de 1981) fue un ingeniero y ornitólogo inglés. 
Eastwood estudió en el colegio Oldham, en la Universidad de Mánchester y en el Christ's College, de Cambridge (donde obtuvo el doctorado en 1935). En 1937 se casó con Edith Butterworth con la que tuvo dos hijos.
Durante la Segunda Guerra Mundial Eastwood alcanzó el grado de Jefe de Escuadrón en la RAF mientras que trabajó en el radar. Fue Director de Investigación de la empresa Marconi Wireless Telegraph Company, entre 1954-1962. Entre 1962-1968 trabajó en English Electric, y entre 1968-1974 para General Electric-English Electric Companies. A partir de 1974 ejerció de consultor para GEC-Marconi Electronics Ltd y para GEC-Hirst Research Centre.
Eastwood recibió numerosos honores por sus contribuciones, incluyendo el Wakefield Gold Medal (de la Royal Aeronautical Society) en 1961, la Glazebrook Medal (del Institute of Physics and Physical Society), 1970 y la medalla Sir James Alfred Ewing (del Institute of Civil Engineers), en 1976. Fue nombrado CBE en 1962, elegido FRS en 1968, y nombrado caballero en 1973.
Las publicaciones de Eastwood incluyen trabajos sobre espectroscopia, radar, meteorología radar y ornitología radar (tema en el que publicó el libro "Radar Ornithology" en 1967)
- Datos: Q2887825